# Norbert Dufourcq
Norbert Dufourcq (Saint-Jean-de-Braye, 21 september 1904 - Parijs, 19 december 1990) was een Franse organist en muziekpedagoog.

## Levensloop
Hoewel hij gevormd was in de École nationale des chartes en doctor in de wijsbegeerte en letteren was en archivaris paleograaf, wijdde Dufourcq zich aan de muziek.
Niettegenstaande hij het orgelspel als amateur aanleerde (bij André Marchal), werd hij titularis van het orgel van Saint-Merry in Parijs van 1923 tot aan zijn dood. Hij werd docent muziekgeschiedenis aan de Conservatoire national supérieur in Parijs van 1941 tot 1975 en van musicologie aan de École normale de musique van Parijs van 1958 tot 1963. Hij schreef talrijke artikelen en algemene werken over muziek, met daarnaast gespecialiseerde werken over orgel en klavecimbel. 
Hij stichtte het tijdschrift Recherches sur la musique française classique. Hij stichtte ook het tijdschrift L'Orgue waarin hij zijn studies over de klassieke Franse orgels publiceerde. Samen met Bérenger de Miramon Fitz-James stichtte hij de vereniging Les Amis de l'Orgue.
Hij heeft ook heel wat orgelboeken gerestitueerd en in moderne versie gepubliceerd, van onder meer Guillaume-Gabriel Nivers, Nicolas Lebègue, Louis-Antoine Dornel, Boëly, en Michel Corrette.
In 1967 was Dufourcq lid van de jury van het internationaal orgelconcours, in het kader van het Festival Oude Muziek in Brugge.

## Publicaties
- La musique française, Larousse, Paris, 1933.
- Esquisse d'une histoire de l'orgue en France du XIIIe au XVIIIe siècles, étude technique et archéologique de l'instrument, thèse pour le doctorat ès-lettres, 1935.
- La musique d'orgue française au XXe s., Paris, 1938.
- Les Clicquot : facteurs d'orgues du Roy, contribution à l'histoire d'une famille d'artisans d'origine champenoise sous l'Ancien Régime, Floury, Paris, 1942.
- La musique des origines à nos jours, sous la dir. de Norbert Dufourcq, Larousse, Paris, 1946.
- Jean-Sébastien Bach, le maître de l'orgue, Floury, Paris, 1948.
- L'Orgue, PUF, Paris, 1948. (Que sais-je ?).
- Le clavecin, PUF, Paris, 1949. (Que sais-je ?).
- (samen met Marcelle Benoît en Bernard Gagnepain), Les grandes dates de l'histoire de la musique, 1969 ; 3e éd., 1995.